# Álgebra abstracta
El álgebra abstracta, ocasionalmente llamada álgebra moderna o álgebra superior, es la parte de la matemática que estudia las estructuras algebraicas como las de grupo, anillo, cuerpo (a veces llamado campo), espacio vectorial, etc. Muchas de estas estructuras fueron definidas formalmente en el siglo XIX, y, de hecho, el estudio del álgebra abstracta fue motivado por la necesidad de más exactitud en las definiciones matemáticas.
En álgebra abstracta, los elementos combinados por diversas operaciones generalmente no son interpretables como números, razón por la cual el álgebra abstracta no puede ser considerada una simple extensión de la aritmética. El estudio del álgebra abstracta ha permitido observar con claridad lo intrínseco de las afirmaciones lógicas en las que se basan todas la matemática y las ciencias naturales, y se usa hoy en día prácticamente en todas las ramas de la matemática. Además, a lo largo de la historia, los algebristas descubrieron que estructuras lógicas aparentemente diferentes muy a menudo pueden caracterizarse de la misma forma con un pequeño conjunto de axiomas. 
El término álgebra abstracta se usa para distinguir este campo del álgebra elemental o del álgebra de la escuela secundaria que muestra las reglas correctas para manipular fórmulas y expresiones algebraicas que conciernen a los números reales y números complejos. El álgebra abstracta fue conocida durante la primera mitad del siglo XX como álgebra moderna".

## Historia
Antes del siglo XIX, álgebra significaba el estudio de la solución de ecuaciones polinómicas. El álgebra abstracta surgió durante el siglo XIX a medida que se desarrollaban problemas y métodos de solución más complejos. Los problemas y ejemplos concretos procedían de la teoría de números, la geometría, el análisis y las soluciones de ecuaciones algebraicas. La mayoría de las teorías que ahora se reconocen como partes del álgebra abstracta comenzaron como colecciones de hechos dispares de diversas ramas de las matemáticas, adquirieron un tema común que sirvió de núcleo en torno al cual se agruparon diversos resultados y, finalmente, se unificaron sobre la base de un conjunto común de conceptos. Esta unificación se produjo en las primeras décadas del siglo XX y dio lugar a las definiciones axiomáticas formales de diversas estructuras algebraicas como grupos, anillos y campos. Este desarrollo histórico es casi el opuesto del tratamiento que se encuentra en los libros de texto populares, como el Álgebra Moderna de van der Waerden, que comienzan cada capítulo con una definición formal de una estructura y luego la siguen con ejemplos concretos.

### Álgebra elemental
El estudio de las ecuaciones polinómicas o ecuaciones algebraicas tiene una larga historia. Hacia 1700 a. C., los babilonios eran capaces de resolver ecuaciones cuadráticas especificadas como problemas de palabras. Esta etapa de problemas de palabras se clasifica como álgebra retórica y fue el enfoque dominante hasta el siglo XVI. Muhammad ibn Mūsā al-Khwārizmī originó la palabra "álgebra" en el año 830 d. C., pero su trabajo era totalmente álgebra retórica. El álgebra completamente simbólica no apareció hasta la Nueva Álgebra de François Viète de 1591, e incluso ésta tenía algunas palabras deletreadas que recibieron símbolos en La Géométrie de Descartes de 1637. El estudio formal de la resolución de ecuaciones simbólicas llevó a Leonhard Euler a aceptar lo que entonces se consideraban raíces "sin sentido", como números negativos y números imaginarios, a finales del siglo XVIII. Sin embargo, los matemáticos europeos, en su mayoría, se resistieron a estos conceptos hasta mediados del siglo XIX.
El Tratado de Álgebra de George Peacock de 1830 fue el primer intento de situar el álgebra sobre una base estrictamente simbólica. Distinguió una nueva álgebra simbólica, distinta de la antigua álgebra aritmética. Mientras que en el álgebra aritmética {\displaystyle a-b} se restringe a {\displaystyle a\geq b}, en el álgebra simbólica todas las reglas de las operaciones se mantienen sin restricciones. Usando esto Peacock podía mostrar leyes como {\displaystyle (-a)(-b)=ab}, dejando {\displaystyle a=0,c=0} en {\displaystyle (a-b)(c-d)=ac+bd-ad-bc}. Peacock utilizó lo que denominó el principio de la permanencia de formas equivalentes para justificar su argumento, pero su razonamiento adolecía del problema de la inducción. Por ejemplo, {\displaystyle {\sqrt {a}}{\sqrt {b}}={\sqrt {ab}}} se cumple para los números reales no negativos, pero no para los números complejos generales.

### Teoría de grupo primitiva
Varias áreas de las matemáticas llevaron al estudio de los grupos. El estudio de Lagrange de 1770 de las soluciones de la quíntica condujo al grupo de Galois de un polinomio. El estudio de Gauss de 1801 del pequeño teorema de Fermat condujo al anillo de enteros módulo n, el grupo multiplicativo de enteros módulo n, y los conceptos más generales de grupo cíclico y grupo abeliano. El programa Erlangen de Klein de 1872 estudió geometría y condujo a grupos de simetría como el Grupo euclídeo y el grupo de transformación proyectiva. En 1874, Lie introdujo la teoría de los grupos de Lie, con el objetivo de desarrollar "la teoría de Galois de las ecuaciones diferenciales". En 1976, Poincaré y Klein introdujeron el grupo de transformaciones de Möbius, y sus subgrupos, como el grupo modular y el grupo de Fuch, basados en el trabajo sobre funciones automórficas en el análisis.
El concepto abstracto de grupo surgió lentamente a mediados del siglo XIX. Galois en 1832 fue el primero en utilizar el término “grupo”, significando una colección de permutaciones cerradas bajo composición. El trabajo de Arthur Cayley Sobre la teoría de grupos publicado en 1854 definía un grupo como un conjunto con una operación de composición asociativa y la identidad 1, actualmente denominado un monoide. En 1870 Kronecker definió una operación binaria abstracta que era cerrada, conmutativa, asociativa y tenía la propiedad de cancelación izquierda {\displaystyle b\neq c\to a\cdot b\neq a\cdot c}, similares a las leyes modernas para un grupo abeliano finito. La definición de Weber de 1882 de un grupo era una operación binaria cerrada que era asociativa y tenía cancelación izquierda y derecha. Walther von Dyck en 1882 fue el primero en requerir elementos inversos como parte de la definición de un grupo.
Una vez que surgió este concepto de grupo abstracto, los resultados se reformularon en este entorno abstracto. Por ejemplo, el teorema de Sylow fue demostrado nuevamente por Frobenius en 1887 directamente a partir de las leyes de un grupo finito, aunque Frobenius comentó que el teorema se deducía del teorema de Cauchy sobre grupos de permutación y del hecho de que todo grupo finito es un subgrupo de un grupo de permutación. Otto Hölder fue particularmente prolífico en esta área, definiendo grupos cociente en 1889, automorfismos de grupo en 1893, así como grupos simples. También completó el teorema de Jordan-Hölder. Dedekind y Miller caracterizaron independientemente los grupos hamiltonianos e introdujeron la noción de conmutador de dos elementos. Burnside, Frobenius y Molien crearon la teoría de la representación de grupos finitos a finales del siglo XIX. La monografía de J. A. de Séguier de 1905 Elementos de la teoría de grupos abstractos presentaba muchos de estos resultados de forma abstracta y general, relegando los grupos "concretos" a un apéndice, aunque se limitaba a grupos finitos. La primera monografía sobre grupos abstractos tanto finitos como infinitos fue Abstract Theory of Groups de O. K. Schmidt en 1916.

### Teoría temprana de los anillos
La teoría de anillos no conmutativa comenzó con extensiones de los números complejos a números hipercomplejos, específicamente William Rowan Hamilton de cuaterniones en 1843. Muchos otros sistemas numéricos siguieron poco después. En 1844, Hamilton presentó bicuaterniones, Cayley introdujo los octoniones, y Grassman introdujo las álgebras exteriores. James Cockle presentó los números bicomplejos en 1848 y cocuaterniones en 1849. William Kingdon Clifford introdujo los bicuaterniones divididos en 1873. Además Cayley introdujo las álgebras de grupo sobre los números reales y complejos en 1854 y las matrices cuadradas en dos artículos de 1855 y 1858.
Una vez que hubo suficientes ejemplos, quedaba clasificarlos. En una monografía de 1870, Benjamin Peirce clasificó los más de 150 sistemas numéricos hipercomplejos de dimensión inferior a 6, y dio una definición explícita de un álgebra asociativa. Definió los elementos nilpotentes e idempotentes y demostró que cualquier álgebra contiene uno u otro. También definió la descomposición de Peirce. Frobenius en 1878 y Charles Sanders Peirce en 1881 demostraron independientemente que las únicas álgebras de división de dimensión finita sobre {\displaystyle \mathbb {R} } eran los números reales, los números complejos y los cuaterniones. En la década de 1880, Killing y Cartan demostraron que las álgebras de Lie semisimples podían descomponerse en simples y clasificaron todas las álgebras de Lie simples. Inspirándose en esto, en la década de 1890 Cartan, Frobenius y Molien demostraron (independientemente) que un álgebra asociativa de dimensión finita sobre {\displaystyle \mathbb {R} } o {\displaystyle \mathbb {C} } se descompone unívocamente en la suma directa de un álgebra nilpotente y un álgebra semisimple que es el producto de cierto número de álgebras simples, matrices cuadradas sobre álgebras de división. Cartan fue el primero en definir conceptos como suma directa y álgebra simple, que resultaron muy influyentes. En 1907 Wedderburn extendió los resultados de Cartan a un campo arbitrario, en lo que ahora se conoce como el teorema principal de Wedderburn y teorema de Artin-Wedderburn.
En el caso de los anillos conmutativos, varias áreas juntas condujeron a la teoría de los anillos conmutativos. En dos artículos de 1828 y 1832, Gauss formuló los enteros gaussianos y demostró que forman un dominio de factorización única (DFU) y demostró la ley de reciprocidad bicuadrática. Jacobi y Eisenstein, más o menos al mismo tiempo, demostraron una ley de reciprocidad cúbica para los enteros de Eisenstein. El estudio del último teorema de Fermat condujo a los enteros algebraicos. En 1847, Gabriel Lamé pensó que había demostrado el FLT, pero su demostración era defectuosa, ya que asumió que todos los campos ciclotómicos eran DFUs, sin embargo, como Kummer señaló, {\displaystyle \mathbb {Q} (\zeta _{23}))} no era un DFU. En 1846 y 1847, Kummer introdujo los números ideales y demostró la factorización única en primos ideales para campos ciclotómicos. Dedekind extendió esto en 1871 para demostrar que cada ideal distinto de cero en el dominio de los enteros de un campo numérico algebraico es un producto único de primos ideales, un precursor de la teoría de dominio de Dedekind. En general, el trabajo de Dedekind creó el tema de la teoría algebraica de números.

## Definición, estructuras y ejemplos

### Definición histórica
Birkhoff y McLane nos dicen:

"Se puede definir el álgebra abstracta como el estudio de las propiedades de los sistemas algebraicos que se conservan en los isomorfismos."
Vid pág. 37 de su Álgebra Moderna (1954), Barcelona

Históricamente, algunos temas surgieron en alguna disciplina diferente al  álgebra -caso de espacios lineales y álgebra de Boole-. Posteriormente, han sido axiomatizadas y luego estudiadas de propio derecho en dicho marco. Por eso, esta materia tiene numerosas y fructíferas conexiones con todas las demás ramas de la matemática y fuera de ella.

### Listado de estructuras (sistemas) algebraicos
- Con una sola ley de composición:
  - Magmas.
  - Semigrupos.
  - Cuasigrupos.
  - Monoides.
  - Grupos.

- Con dos o más leyes de composición:
  - Anillos y cuerpos.
  - Módulos y Espacios vectoriales.
  - Álgebras asociativas y Álgebras de Lie.
  - Retículos y álgebras de Boole.

El Álgebra universal es un campo de las matemáticas que provee del formalismo para comparar las diferentes estructuras algebraicas. Más allá de las estructuras anteriores pueden definirse otro tipo de estructuras algebraicas:
- Álgebra homológica.
- Lenguajes formales (concebidos como cadenas de signos bien formados).
- Álgebra sobre un cuerpo.

### Un ejemplo
El estudio sistemático no es verdad pero del álgebra ha permitido a los matemáticos llevar bajo una descripción lógica común conceptos aparentemente distintos. Por ejemplo, podemos considerar dos operaciones bastante distintas: la composición de aplicaciones, {\displaystyle f(g(x))}, y el producto de matrices, {\displaystyle AB}. Estas dos operaciones son, de hecho, la misma. Podemos ver esto, informalmente, de la siguiente forma: multiplicar dos matrices cuadradas {\displaystyle (AB)} por un vector de una columna, {\displaystyle x}. Esto, de hecho, define una función que es equivalente a componer {\displaystyle Ay} con {\displaystyle Bx} {\displaystyle Ay} = {\displaystyle A(Bx)} = {\displaystyle (AB)x}. Las funciones bajo composición y las matrices bajo multiplicación forman estructuras llamados monoides. Un monoide bajo operación es asociativo para todos sus elementos {\displaystyle ((ab)c=a(bc))} y contiene un elemento {\displaystyle e} tal que, para cualquier valor de {\displaystyle a}, {\displaystyle ae=ea=a}. Ciertamente, que dos conjuntos isomorfos se consideran idénticos, lo que interesan son las operaciones y sus leyes en dichos conjuntos.